# Fairbanks, Morse and Company
Fairbanks, Morse and Company war ein amerikanisches Unternehmen. Es produzierte und vertrieb eine große Palette an Industrieerzeugnissen, vor allem für die Landwirtschaft sowie kleine und mittlere Betriebe. Weiterhin stellte das Unternehmen Großdieselmotoren für Schiffe und Lokomotiven her. Bekannt wurde es für seine Gegenkolbendieselmotoren. Heute gehört die Dieselmotorenfertigung  zu Fairbanks Morse Defense.

## Geschichte

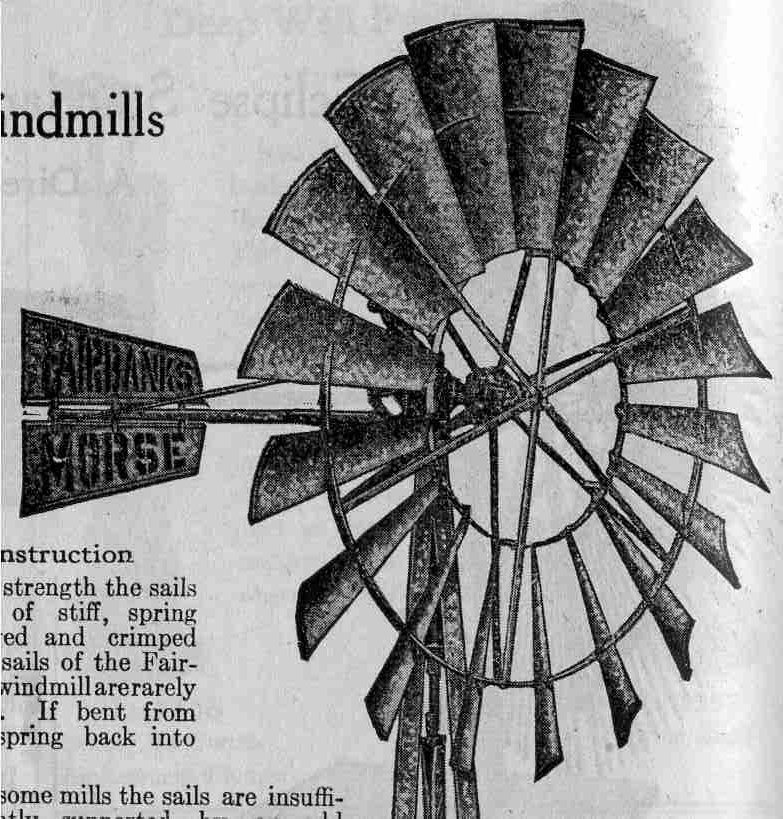
Windrad von Fairbanks-Morse

### Anfänge
1823 begann Thaddeus Fairbanks aus St. Johnsbury mit der gewerbsmäßigen Herstellung des von ihm erfundenen Eisenpfluges sowie eines Heizofens. Das gemeinsam mit seinem Bruder gegründete Unternehmen firmierte unter „E&T Fairbanks & Company“. 1829 versuchte Fairbanks erfolglos in die Hanffaserproduktion einzusteigen. Im Juni 1832 wurde die von ihm erfundene Plattform-Waage patentiert. Bereits eine Generation später wurden die Waagen in den Vereinigten Staaten, nach Europa, Südamerika und nach China verkauft. Das ansteigende Transportvolumen von Waren übers Wasser und durch die Eisenbahn sorgte für einen guten Absatz der Waagen, da diese für die Bestimmung der Transportentgelte benötigt wurden. Um den Vertrieb effizienter zu gestalten, eröffnete man weitgehend selbstständige Niederlassungen im ganzen Land. 1850 begann Charles Hosmer Morse für eine solche Niederlassung in Cincinnati zu arbeiten. 1870 wechselte er nach Chicago und eröffnete dort eine eigene Niederlassung. Nach dem Großen Brand von Chicago 1871 firmierte die Filiale unter der Bezeichnung „Fairbanks, Morse & Company“.
1880 beteiligte sich Morse zu 20 % an der „Eclipse Wind Engine Company“. Dieses Unternehmen hatte Leonard H. Wheeler gegründet, um die von ihm 1867 erfundenen Eclipse-Windräder in Beloit (Wisconsin) herzustellen. Die Windräder dienten zum Betrieb von Wasserpumpen und wurden ein Verkaufserfolg auf den Farmen im Westen der USA und in Australien. Der Vertrieb der Windräder erfolgte ab nun über „Fairbanks & Co.“.

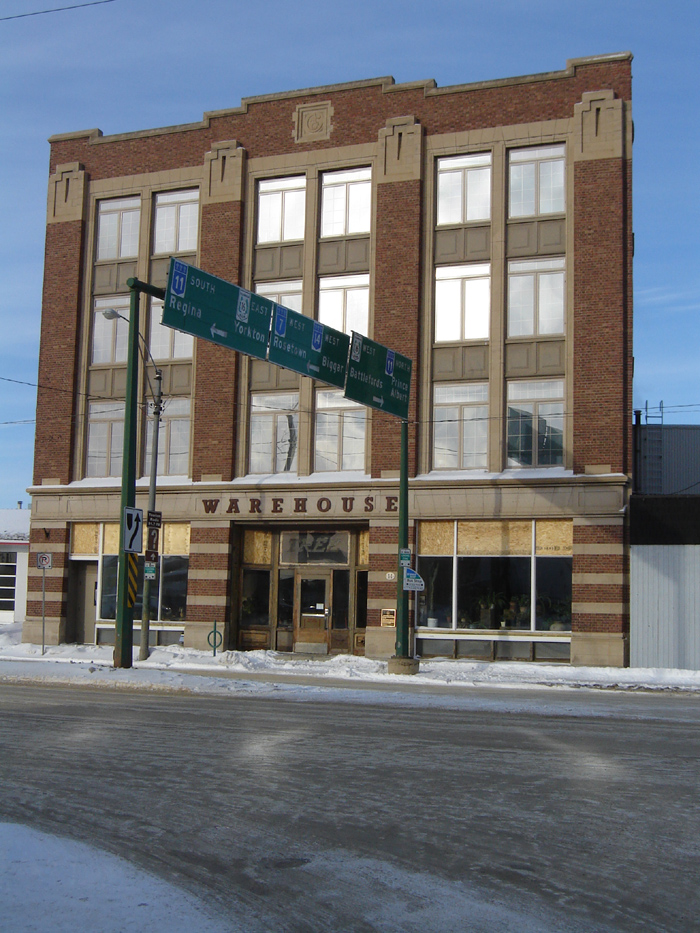
Fairbanks-Morse Lagerhaus in Saskatoon (Saskatchewan)

Durch die Übernahme der Windräder wurde das Produktangebot von Fairbanks & Co. weiter ausgebaut und auch eine territoriale Expansion wurde dadurch ermöglicht. Diese von Morse initialisierte Ausweitung des Geschäftes führte dazu, dass er 1885 zum Unternehmenspartner bei „Fairbanks & Co“ wurde. In der Folge übernahm Morse die „Eclipse Wind Engine Company“ komplett und fusionierte sie mit der „Williams Engine Works“ zur „Fairbanks, Morse & Company“. 1906 erwarb Morse den Hersteller von Elektromotoren und Generatoren „Three Rivers Electric Co.“. 1915 übernahm Morse auch die Kontrolle über den Waagenhersteller „Fairbanks Scales“ und 1926 wurden die einzelnen Unternehmen zusammengeschlossen und der Markenname in „Fairbanks-Morse“ geändert.
Die Expansion des Unternehmens setzte sich ab dem Ende des 19. Jahrhunderts fort. Im Katalog wurde eine große Vielfalt an Artikeln angeboten, unter anderem Handpressen, Schreibmaschinen, Handwagen, Schienenfahrräder, Pumpen, Traktoren sowie weitere Maschinen zum Transport von Lager- und Schüttgütern. Das Unternehmen wurde Lieferant von kompletten Pumpsystemen mit Werkzeugen, Armaturen, Dichtungen, Ventilen und Rohren. Um 1908 wurde auch mit dem Automobilbau experimentiert. Es entstand ein einzelner Prototyp mit Vierzylindermotor. Die Konstruktion beruhte möglicherweise auf Entwürfen der Buda Engine Co. in Buda (Illinois). Außerdem entstanden kurzzeitig Lastkraftwagen mit 3 Tonnen.
Der Katalog von 1910 umfasste 800 Seiten. Fairbanks-Morse versuchte sich in der Folgezeit neben der Herstellung von Motoren auch in der Produktion von Eisenbahnkranen, Fernsehern, Radios und Kühlschränken, konnte damit jedoch keine nennenswerten Umsätze erzielen.

### Dieselmotorenfertigung

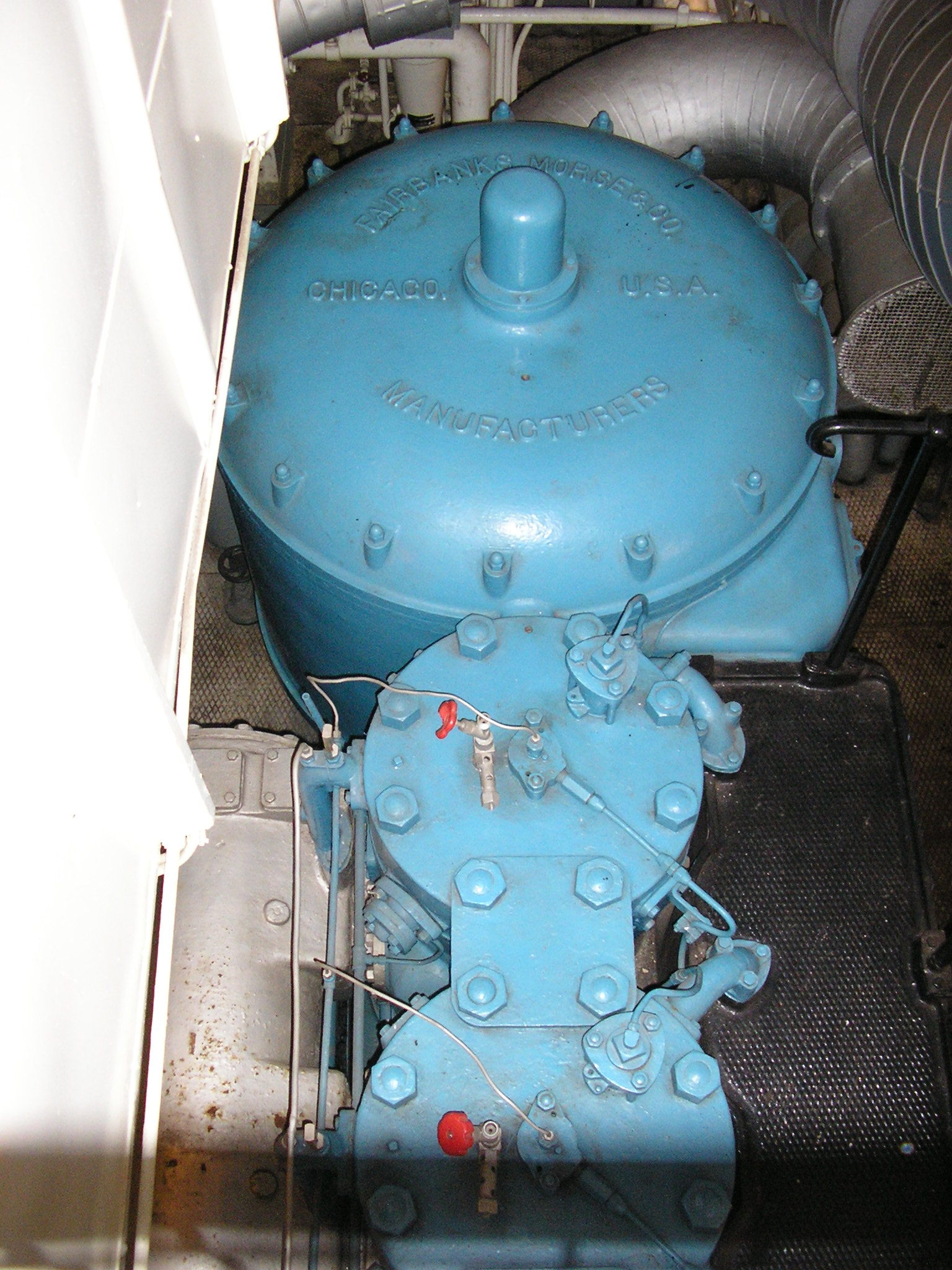
Schiffsdiesel im Museumsschiff „Gil Eanes“ (Viana do Castelo)

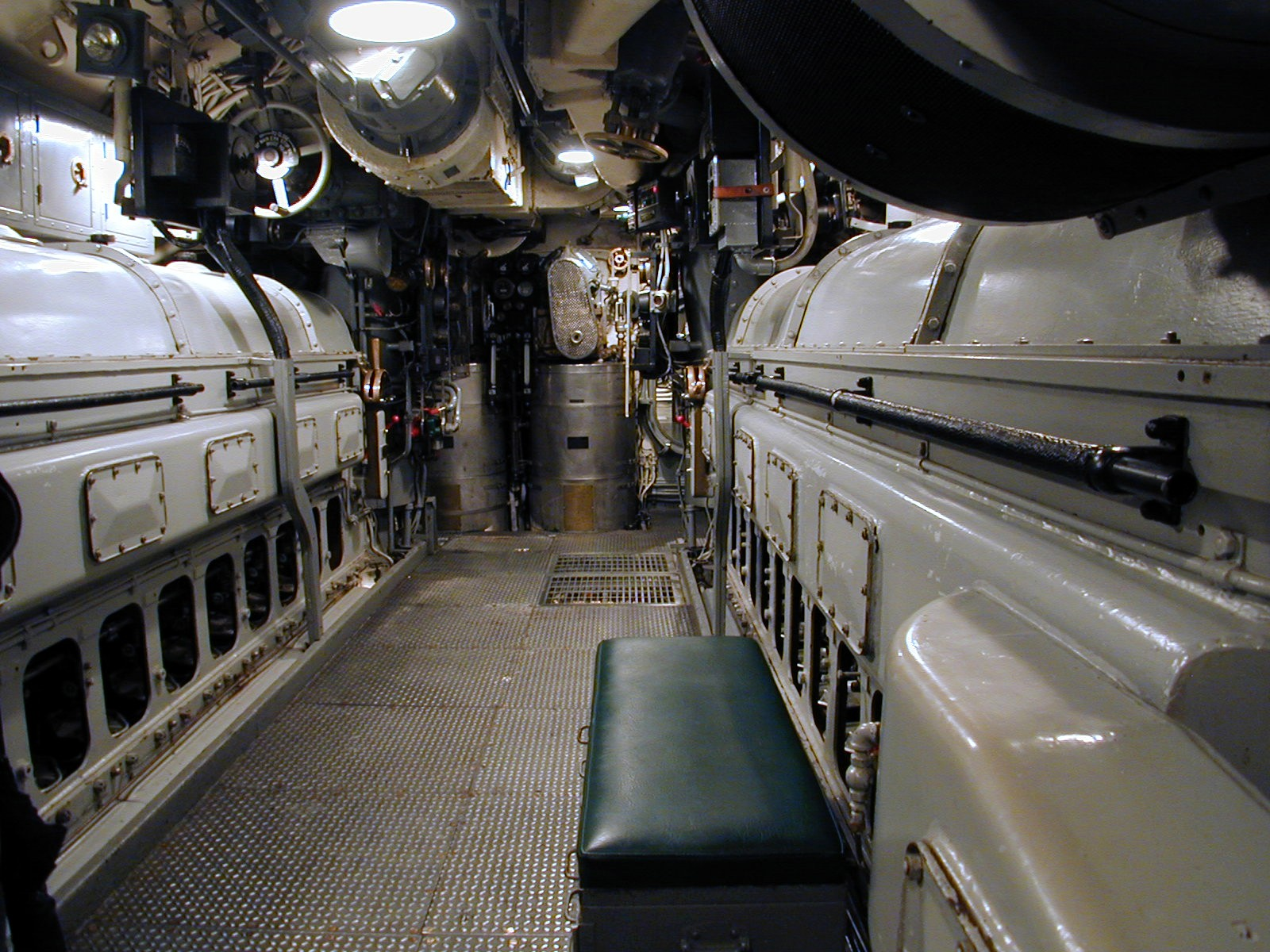
Gegenkolbenmotor in einem U-Boot

Bereits 1890 begann man mit der Motorenproduktion. Zuerst waren es Dampf- und Leichtbenzinmotoren. Die Landwirte nutzten die Maschinen zur Bewässerung und zur Stromerzeugung und ersetzten dadurch vielfach die Windräder. Auch bei der Erdölgewinnung wurden sie eingesetzt. Vor allem die kleinen Stromerzeuger für die Beleuchtung waren sehr beliebt.
Der ab 1916 angebotene Motor Modell „Z“ wurde mit einer Leistung von einem, drei und sechs PS angeboten. In den nächsten 30 Jahren wurden über eine halbe Million dieser Motoren produziert und vor allem von Farmern gekauft.
Der Akroydmotor Modell Y kam 1912 auf den Markt.
Ab 1924 baute das Unternehmen das Modell „YLA“. Als weitere Modelle folgten „CO“ für Schiffsantriebe und „E“ als weiterentwickelte Version des Akroydmotors Modell „Y“. Auf der Grundlage dieser Motoren entwickelte Fairbanks-Morse Kraftstationen für Eisenbahnen und Schiffe. Mit der Entwicklung von Diesellokomotiven sowie von Motorschiffen in den 1930er Jahren begann eine weitere Expansion des Unternehmens.
1932 stellte man den von F. P. Grutzner entwickelten Gegenkolben-Dieselmotor vor. Während des Zweiten Weltkrieges diente die gesamte Motorenproduktion von Fairbanks-Morse dem Bau von U-Boot-Antrieben. Rund 50 % der U-Boot-Flotte der US Navy besaßen Motoren von Fairbanks-Morse.

### Diesellokomotiven

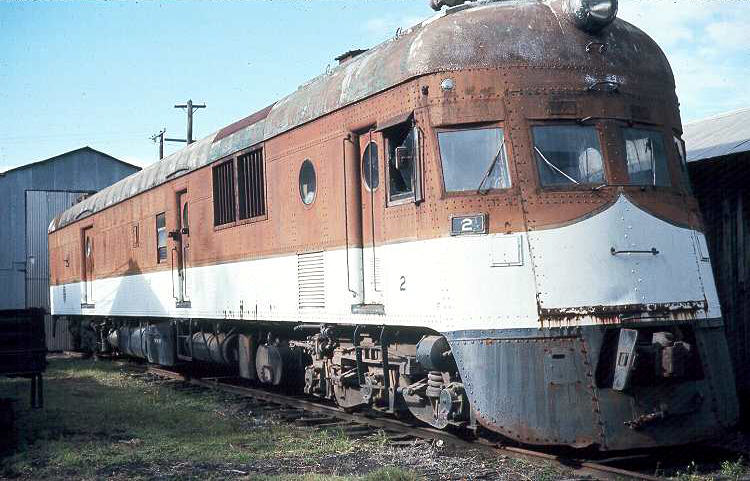
FM OP 800

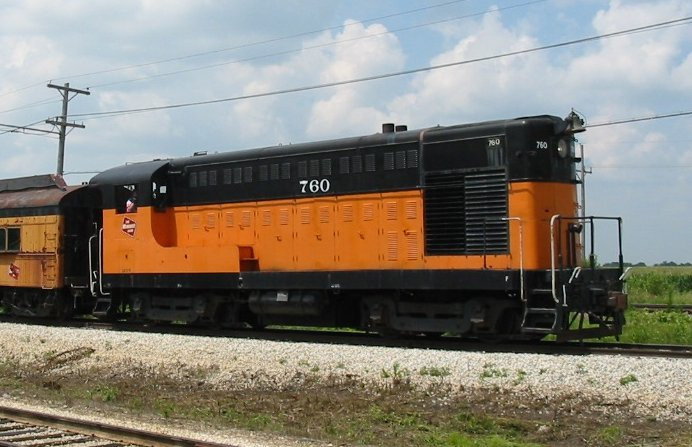
FM H-10-44

Der erste für den Eisenbahnbetrieb geeignete Motor war eine 300 PS starke Maschine. Sie wurde in Versuchstriebwagen für die Baltimore and Ohio Railroad und die Milwaukee Road eingesetzt. Auch eine Rangierlokomotive für die Reading Company sowie eine für den eigenen Werksverkehr erhielten den Motor.
1939 wurde durch die St. Louis Car Company der 800-PS-Motor 38D8 in sechs stromlinienförmigen Triebwagen für die Southern Railway eingebaut. Sie wurden als FM OP 800 bezeichnet. Eine weitere Entwicklung war auf Grund der Produktionsbeschränkungen während des Zweiten Weltkrieges nicht möglich. Erst 1944 konnte Fairbanks mit der Produktion der Rangierlokomotiven des Typs FM H-10-44 beginnen. Für die Konstruktion nutzte man Rahmen und Drehgestelle von Baldwin und General Steel Castings Co. und von Westinghouse die elektrische Ausrüstung. Die Fahrzeuggestaltung übertrug man dem Industriedesigner Raymond Loewy. Da die Milwaukee Road das Lokomotivwerk in Beloit bediente, wurde die Gesellschaft der beste Kunde von Fairbanks-Morse, der auch die erste Lokomotive abnahm.
1945 brachte F-M ihr Konkurrenzprodukt zur EMD F-Serie und ALCO PA auf den Markt. Die 2000 PS-Lokomotiven mit der Achsanordnung (A1A)(A1A) wurden durch General Electric in Erie (Pennsylvania) gefertigt, da bei F-M nicht genügend Platz vorhanden war. Aus diesem Grund werden die Lokomotiven auch „Erie built“ genannt. Die Gestaltung der Fahrzeughülle übernahm wieder Raymond Loewy. Die Lokomotiven waren nicht sehr erfolgreich; bis 1949 wurden 82 Einheiten mit und 29 ohne Führerstand gebaut.
Die nachfolgende Lokomotivreihe wurden dann im eigenen Werk in Beloit gefertigt. Ab Januar 1950 produzierte man die „C-Liner“ (Consolidated line). Die ersten Kunden waren die New York Central Railroad, die Pennsylvania Railroad und die Milwaukee Road. Durch die Canadian Locomotive Company in Kingston (Ontario) erfolgte der Lizenzbau in Kanada für die Canadian Pacific und die Canadian National. Durch häufige technische Probleme und eine schlechte werksseitige Unterstützung wurde die Serie kein Erfolg. Insbesondere die Westinghouse-Generatoren waren oft schadensanfällig. Auch die Motoren zeigten gegenüber dem Einsatz in U-Booten eine wesentlich kürzere Kolben-Lebensdauer. Außerdem war die Wartung der Motoren durch die Gegenkolbenkonstruktion wesentlich erschwert. Von den C-Linern wurden 99 Lokomotiven gefertigt. Bei CLC wurden weitere 66 Einheiten für die kanadischen Bahnen produziert. 1953 kündigte Westinghouse an, auch beeinflusst durch die Probleme mit den Generatoren, den Lokomotivzuliefermarkt zu verlassen. Dadurch sah sich Fairbanks-Morse veranlasst, die Produktion der C-Liner aufzugeben, da eine Umstellung auf einen anderen Zulieferer zu aufwendig gewesen wäre. Hinzu kam, dass die Bahngesellschaften inzwischen das Road-Switcher-Design bevorzugten, wie es von EMD mit der GP7 angeboten wurde.
Das Nachfolgemodell waren die Lokomotiven des Typs Train Master. Diese waren die leistungsmäßig stärksten ihrer Zeit. Die Lokomotiven waren universell einsetzbar und wurden durch zehn Bahngesellschaften erworben. Im Vergleich zu EMD und ALCO konnte Fairbanks-Morse aber keine ausreichenden Marktanteile erringen. Durch die abgeschlossene Umstellung der Lokomotivflotte der Bahngesellschaften auf Dieselmotoren waren auch die Neubestellungen stark zurückgegangen. So entschloss man sich schließlich 1958, die unwirtschaftliche Produktion für den US-Markt aufzugeben. 1963 wurden die letzten Lokomotiven nach Mexiko geliefert. Die Canadian Locomotive Company produzierte noch bis 1969. Insgesamt wurden 1460 Lokomotiven von Fairbanks-Morse für 49 Kunden hergestellt.

### Unternehmensfusion
Neben dem Diesellokomotivbau wurde die Fertigung von Diesel- und Gasmotoren weitergeführt. So wurden Fertigungsstätten in Mexiko und Kanada eröffnet. Die weltweite Expansion wurde mit der Eröffnung von Verkaufsbüros in Rio de Janeiro und Buenos Aires weitergeführt. Aus der bisherigen Verkaufsniederlassung in Australien (Cooper Sheep Shearing Machinery Ltd.) entwickelte sich eine eigene Produktionsstätte.
Die Produktion der windkraftbetriebenen Pumpen wurde verkauft. Durch die in den 1940er Jahren beginnende Elektrifizierung des Landes wurde auch der Betrieb kleiner und mittlerer autarker Stromerzeuger unwirtschaftlich und aufwändig. Der Vertrieb größerer Stromerzeugungsanlagen wurde jedoch weitergeführt.
Was Ende der 30er-Jahre mit einem Streit der Söhne von Charles Morse jr., Charles Hosmer Morse, Jr. und Robert H. Morse, um die Kontrolle von Fairbanks-Morse begann, endete 1958 mit der Übernahme durch das Unternehmenskonglomerat Penn-Texas Corporation und die Namensänderung in Fairbanks-Whitney. In den folgenden Jahren gingen die Marktanteile für die Produkte von Fairbanks-Morse immer weiter zurück. Die frühere Verkaufsstrategie, alles aus einer Hand für die Farmen und Betriebe anzubieten, wurde nicht mehr angenommen. 1964 erfolgte eine erneute Namensänderung in Colt Industries. In den 1980er Jahren wurden die Elektrogeneratoren-, die Pumpen- und die Waagenfertigung verkauft. Nach der Ausgliederung der Waffenproduktion nannte sich der Konzern in Coltec Industries um. 1999 wurde Coltec von BF Goodrich übernommen. 2002 erfolgte die Ausgliederung der Spezialchemie- und Dieselmotorensparte in die EnPro Industries. Die Motorenfertigung wurde im Dezember 2019 an die Investmentfirma Arcline Investment Management weiterverkauft und in Fairbanks Morse Defense umbenannt.

## Heutige Situation
Fairbanks Morse Defense bietet ein breites Spektrum an Ausrüstung für maritime Verteidigung.
Reste des Unternehmens finden sich in EnPro Industries, zu dieser gehörte auch die Dieselmotorensparte die jetzt zu Fairbanks Morse Defense gehört. Außerdem besitzt das Unternehmen die Rechte am Lokomotivdieselmotor ALCO 251. Fairbank Morse Defense hat seinen Unternehmenssitz in Beloit, wo auch weiterhin die Motorenfertigung erfolgt.
In dem 1988 durch Management-buy-out gegründeten Unternehmen Fairbanks Scales werden Waagen aller Art gefertigt.
Unter dem Markennamen Fairbanks Morse produzierte das in Minnesota ansässige Unternehmen Pentair Pumpen. 2012 wurde die Marke mit der zweiten Pumpenmarke des Unternehmens zu „Fairbanks Nijhuis“ vereinigt.